# Astragalus flemingii
Astragalus flemingii es una especie de planta del género Astragalus, de la familia de las leguminosas, orden Fabales.

## Distribución
Astragalus flemingii se distribuye por Afganistán (Helmand), Pakistán e India.

## Taxonomía
Fue descrita científicamente por Ali. Fue publicada en Kew Bull. 13: 311 (1958).